# James Serrin
James Serrin   (Chicago, 1 de novembre de 1926 - Minneapolis, 23 d'agost de 2012), conegut pels seus amics i col·legues com Jim, va ser un matemàtic estatunidenc.

## Vida i obra
Tot i haver nascut a Chicago, Serrin va créixer a Evanston (Illinois), on va ser escolaritzat juntament amb el seu germà, el futur pintor, establert a Florència des dels 1960's, Ricard Serrin. Es va graduar el 1946 en enginyeria elèctrica a la Universitat Northwestern i el 1947 a la Western Michigan; a continuació, va obtenir el doctorat a la universitat d'Indiana el 1951 amb una tesi sobre teoria hidrodinàmica. El 1954 va ser nomenat professor de la universitat de Minnesota, després d'haver estat professor del MIT (1952-54) i de la universitat de Princeton (1951-52).
Va fer tota la seva carrera acadèmica a la universitat de Minnesota fins que es va retirar el 1995 excepte nombrosos compromisos com profesor visitant d'altres universitats. Va morir a Minneapolis el 2012.
Serrin va publicar més d'un centenar d'obres entre articles científics, llibres i monografies. En ells va fer aportacions fonamentals a la teoria de la superfície mínima, a la termodinàmica, a la dinàmica de fluids i a la teoria de les equacions diferencials parcials.
El 1973 va rebre el premi Birkhoff i també va ser nomenat doctor honoris causa de diferents universitats.